# Xã Beaverville, Quận Iroquois, Illinois
Xã Beaverville (tiếng Anh: Beaverville Township) là một xã thuộc quận Iroquois, tiểu bang Illinois, Hoa Kỳ. Năm 2010, dân số của xã này là 609 người.